# Excelsior (Afrique du Sud)
Pour les articles homonymes, voir Excelsior.
Excelsior est une ville de l’État-Libre en Afrique du Sud. Elle a été fondée en 1910 par des agriculteurs qui voulaient une ville plus proche que Winburg et Ladybrand.